# Charmed
Charmed (bra: Charmed - Jovens Bruxas; prt: As Feiticeiras) é uma série de televisão norte-americana exibida entre 1998 e 2006, pelo canal estadunidense The WB que relata a história das irmãs Halliwell — poderosas bruxas, conhecidas na comunidade sobrenatural como as Charmed Ones (traduzido como Encantadas). Cada uma das irmãs tem um poder particular, que se desenvolve à medida que conseguem controlá-lo. Elas vivem em São Francisco, Califórnia numa mansão que foi erguida por sua família em um poderoso lugar de conversão mágica e usam seus dons para defenderem inocentes contra bruxos, feiticeiros, demônios e outras criaturas sobrenaturais que vivem no submundo.
Uma criação da norte-americana Constance M. Burge, Charmed teve como produtor chefe Brad Kern, e foi estrelada por Shannen Dohertym Holly Marie Combs, Alyssa Milano e Rose McGowan. A ideia inicial era a de apresentar um seriado sobre três amigas bruxas que dividiam um apartamento em Boston, mas ao ver que o primeiro esboço fora criticado, Burge surgiu então com um outro enredo, no qual o centro seria a relação humana e familiar entre três irmãs bruxas. Por variadas razões, Charmed passou por algumas alterações na história e no elenco. Durante suas três primeiras temporadas, ocupou o posto de segunda série mais assistida do canal WB, que contava com seriados como 7th Heaven e Buffy, A Caça Vampiros.
Produzida pela Spelling Television, teve um total de oito temporadas, com 178 episódios, tornando-se a mais longa série de televisão, cujos protagonistas eram todos do sexo feminino. Ao longo de sua exibição, conquistou um total de dezoito prêmios em trinta indicações. Para a crítica, seu sucesso não foi uma unanimidade. Todavia, a história continua em forma de quadrinhos, numa série lançada em 2011.

## Produção

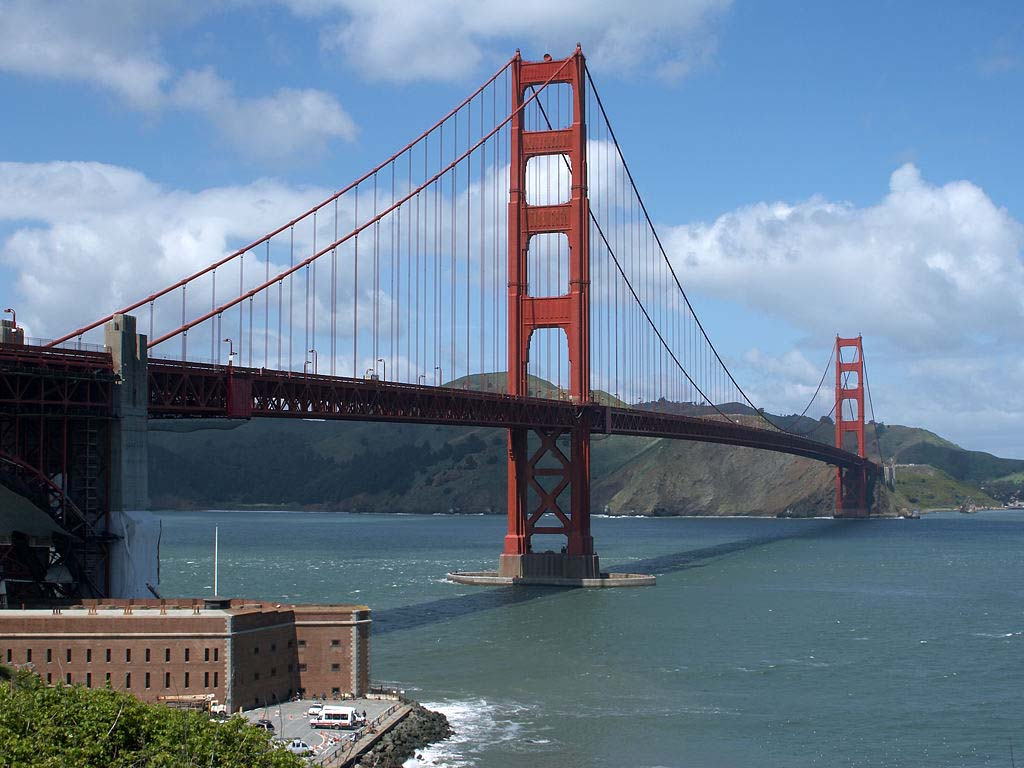
Golden Gate Bridge, local de várias cenas da série, em especial quando logo após a abertura.

Em 1998, a WB iniciou uma busca por uma nova série e para isso pensou na Spelling Television, produtora de séries de sucesso como Barrados no Baile e 7th Heaven. Inspirada pelos temas populares do sobrenatural, a companhia explorou termos da mitologia para encontrar personagens, por assim dizer, mágicos e inseri-los no mundo contemporâneo. Para criar uma série a partir desta premissa, Constance M. Burge, então conhecida por escrever a bem sucedida Savannah, foi contratada. Ao ser apresentada ao tema bruxaria, Burge temeu pelo estereótipo das bruxas (voando em vassouras, donas de gatos pretos), mas ao fazer uma pesquisa sobre a wicca, acabou mudando sua perspectiva e mostrou-se entusiasmada em escrever uma história sobre bruxas boas, que protegeriam as pessoas comuns. Desse ponto, pensou em localizar a série em Boston, no estado de Massachusetts, e contar a história de três bruxas amigas, que dividiriam um apartamento. Ao apresentar a ideia inicial ao produtor Duke Vincent, este lhe perguntou por qual razão as pessoas iriam assistir esta série. Nasceu daí a segunda ideia, que daria foco à relação familiar (na qual três irmãs descobririam por acaso serem bruxas), tornando então o tema wicca um paralelo a família, o que daria ao seriado não apenas um tema principal, mas dois. Ao que este segundo enredo foi apresentado, apenas alguns ajustes foram feitos, como a mudança de localidade — agora em São Francisco — e a linhagem de feiticeiras colocada para as irmãs. Com tudo pronto, a série foi levada aos estúdios da WB e com o aval de Susanne Daniels, pôde começar a ser rodada.
Shannen Doherty, que já havia trabalhado com Spelling em Beverly Hills, 90210, fez o teste para o papel de Piper Halliwell e acabou conquistando o de Prue. Holly Marie Combs, amiga de Doherty, mostrou-se interessada na produção e acabou por ficar com a vaga da irmã do meio, embora tenha feito o teste para o papel de Prudence Halliwell. Lori Rom seria a escalada para o papel de Phoebe. O primeiro nome da série seria House of Sisters, mas a ideia foi descartada após as atrizes serem selecionadas e o nome Charmed surgir. Com tudo aparentemente pronto, Burge escreveu o episódio piloto - com duração de 28 minutos - que foi apresentado à WB, embora nunca tenha sido rodado na televisão. Com a saída prematura de Lori, Alyssa Milano foi escolhida para o seu lugar e praticamente todo o episódio inicial teve de ser refeito.
A época de sua estreia, Charmed atingiu a maior audiência da história para a exibição de um primeiro episódio e após dois irem ao ar, outros vinte foram contratados pela Warner a fim de completar a primeira temporada.
Entre os anos de exibição da série, James L. Conway tornou-se um dos principais diretores, após dirigir dezesseis episódios - dois a mais que Mel Damski, outro destacado entre os 24 que foram contratados. Doherty, entre as atrizes principais, foi a única que chegou a dirigir, em um total de três durante a terceira temporada. Entre outros membros da equipe, destacaram-se ainda Randy Cabral, responsável pelos efeitos especiais de 132 dos 178 episódios lançados; e Stephen Lebed, supervisor de efeitos visuais, presente em 172.

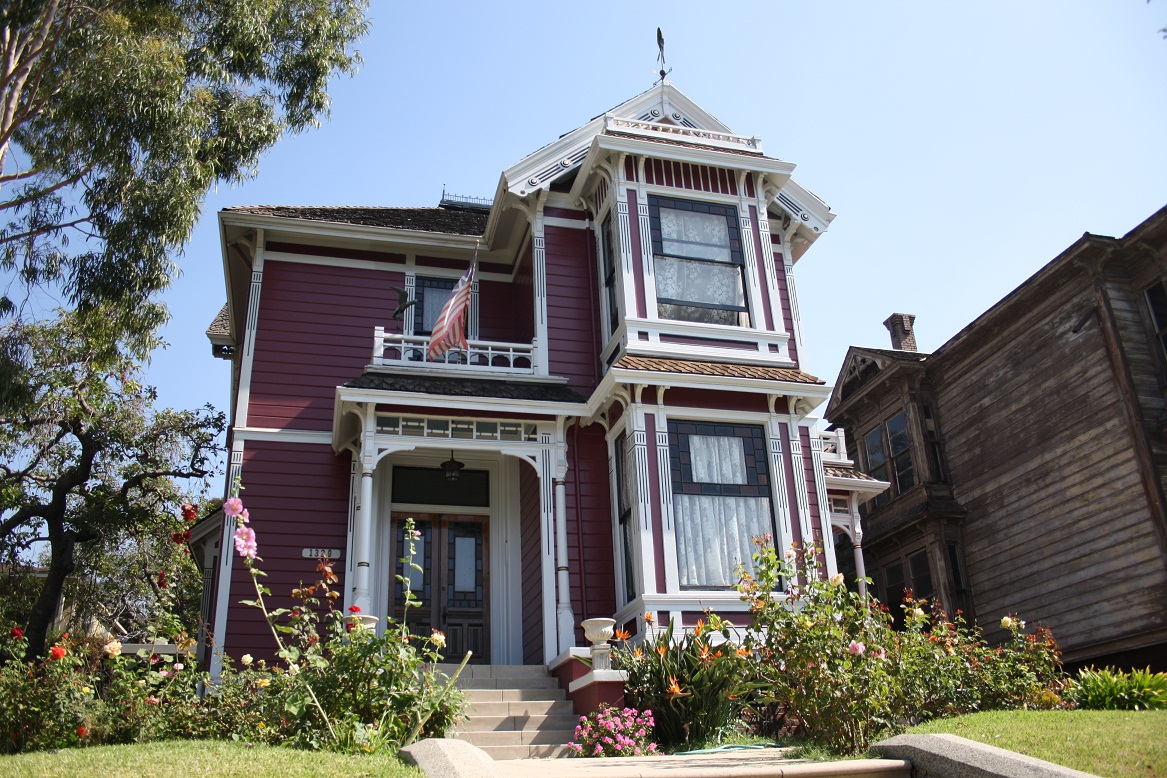
O casarão das Halliwell, bem como o livro, foi desejado pelo mal, pois era o local do nexus - no qual uma presente grande força neutra poderia seguir para qualquer um dos lados. A residência usada como local externo das filmagens fica na Carroll Ave. número 1329, em Los Angeles.

### Produtores
Dois dos produtores executivos da série são da Spelling Television, Aaron Spelling e E. Duke Vincent, que permaneceram em seus postos do começo ao fim da série. Burge, contratada para criar o enredo da série e escrever o piloto, tornou-se também produtora. Após Charmed ter sido aceita como série pela WB, o produtor Brad Kern também foi contratado para a função bem como para ser o showrunner, aquele que descobriria como a série poderia se desenvolver ao longo dos episódios. Ao contrário de Kern, que também seguiu na produção até a oitava temporada, Burge tornou-se a consultora execcutiva entre a segunda e quarta  temporadas, quando deixou a equipe.[carece de fontes?] Outros produtores também participaram da série, inclusive as atrizes principais, Doherty, Combs e Milano, que passaram a produzir a série da terceira temporada em diante.

### Autores
Os scripts de Charmed, ao longo das temporadas, foram criados por uma gama vasta de escritores. De acordo com os números da série, Kern foi quem mais escreveu, somando ao todo 26 episódios (além de ter atuado como diretor em um deles). Os escritores que mais aparecem como colaboradores nos créditos são Daniel Cerone, Curtis Kheel, Zack Estrin, Chris Levinson, Krista Vernoff, Sheryl J. Anderson, Monica Breen, Alison Schapker, Cameron Litvak e Jmannine Renshaw. Já Burge escreveu sete dos 173 entre as primeira e segunda temporadas, quando assumiu o posto de produtora executiva.[carece de fontes?]
As histórias dos episódios, na realidade, eram desenvolvidas por um grupo de escritores, que se revezavam e discutiam os eventos, os personagens e a mitologia envolvida. A preocupação com a proximidade das lendas originais era tão presente que Robert Masello, um dos editores executivos, dizia ser o único demonologista contratado para atuar na equipe de um seriado. Autor de livros nesta área e no ocultismo, sabia "como um demônio se comportaria". No entanto, de acordo com Holly Marie Combs, a linha da série não era seguir os preceitos da wicca tão fielmente e nem ser tão precisa quanto aos demais conceitos religiosos relacionados.
Com a saída definitiva de Burge do quadro de colaboradores após a quarta temporada, a história passou por modificações. A dinâmica primeira envolvia um demônio derrotado por episódio, apesar da história se mostrar maior ao final da segunda temporada, com o surgimento da Tríade. Depois disso, as histórias ficaram maiores, levando até um terço da temporada para terminarem, como no caso da Fonte e de Cole. O motivo era dar maior ênfase à vida das personagens principais e suas vidas particulares.

### Logo e símbolo

Segundo símbolo lançado.

Durante a exibição da série, a WB lançou dois logotipos oficiais. O primeiro deles foi inicialmente criado para ser usado como o oficial das temporadas - esse tinha o nome Charmed em destaque (escrito em letras maiúsculas), com uma triquetra por trás, quase como uma sombra em tom azulado; E o segundo foi elaborado por Margo Chase durante o desenvolvimento da terceira temporada e permaneceu como logo não apenas até o final da série - com uma fonte que lembra mais a escrita de mão, sublinhado e sem a triquetra ao fundo. Para os episódios duplos exibidos, como Charmed Again, um terceiro símbolo foi criado (também exibido rapidamente ao final das aberturas, embora sem o nome) - este era dourado como uma luz e Charmed vinha escrito em azul.
Apesar do segundo símbolo ter sido um substituto, ele nunca apareceu na abertura da série. O primeiro permaneceu ainda como oficial dos quadrinhos lançados após a oitava temporada e dos DVDs com os episódios, ainda que as novas capas mostrassem o novo símbolo, mantendo o antigo no interior de alguns DVDs.

### Abertura e créditos principais
A abertura da série, da primeira à última temporadas, mostra o logotipo no começo e cenas da série intercaladas com a apresentação dos personagens principais e secundários, separadas por "relâmpagos" intervalos das páginas do livro. As cenas dos episódios exibidas nas aberturas variam com o passar das temporadas, e os episódios duplos não tiveram abertura - exibiram apenas o logo por alguns segundos. A música tocada da primeira à sétima temporadas foi How Soon Is Now? da banda Love Spit Love. Para a última etapa, uma música instrumental foi utilizada.
Nas primeiras três temporadas, as atrizes que interpretaram as irmãs Halliwell foram apresentadas no genérico pela ordem de idade das suas personagens: Shannen Doherty, Holly Marie Combs e Alyssa Milano. Os cinco episódios iniciais listam os atores como Shannen Doherty, Holly Marie Combs, T.W. King, Dorian Gregory, e Alyssa Milano. Com o sexto episódio, as irmãs são apresentadas por ordem de idade da personagem seguida dos inspectores Andy Trudeau e Darryl Morris - personagens secundários. Desde a temporada quatro e daí em diante, a atriz principal veterana recebeu o nome da personagem que interpretava no próprio genérico, enquanto que a nova colega de elenco recebeu o lugar do meio, ficando então na seguinte ordem: Alyssa Milano, Rose McGowan, e Holly Marie Combs como "Piper". Da quarta temporada para a frente, as atrizes principais foram seguidas dos atores secundários que foram contratados para a temporada. Se um dos atores não aparecer num dos episódios, o nome não aparece nos créditos principais. Brian Krause, que se tornou membro do elenco principal durante a segunda temporada, esteve em todos os episódios desde a terceira. O seu nome foi listado em quarto nos créditos, à parte da oitava temporada, na qual Kaley Cuoco (Billie) ficou com esse lugar.

### Alterações

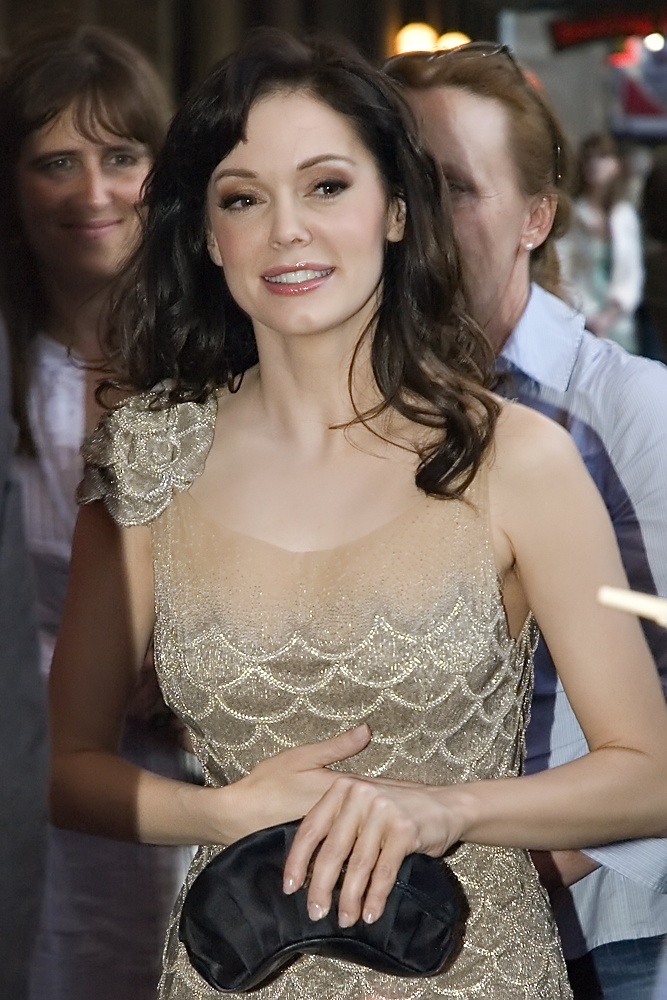
Rose McGowan interpretou a irmã caçula Paige Matthews. Fruto da união entre um anjo e uma bruxa, foi criada pelos Matthews, longe da magia que cercava sua família.

Durante os seus oito anos de percurso, a série passou por algumas modificações e alterações, incluindo a saída de membros do elenco e da equipe de produção. Outras alterações na série deveram-se, segundo o diretor executivo, Brad Kern, a cortes no orçamento. Duas das mais significativas mudanças foram a saída da criadora Constance M. Burge (na segunda temporada) e da atriz Shannen Doherty (no final da terceira), que mudaram a linha da série.
A atriz deixou Charmed cercada por boatos: segundo comentários a época, ela e Milano não conseguiam mais gravar juntas devido ao "estrelismo" de Shannen; outra razão apresentada seria a grosseria de Doherty para com a equipe de produção. No entanto, nenhuma justificativa foi divulgada e sua personagem morreu num confronto com um demônio. No último episódio desta etapa, a morte da primogênita ficou em stand-by até o início da quarta, quando Piper apareceu no sótão tentando evocar seu espírito e Phoebe surgiu dizendo que elas haviam perdido uma irmã. Então, no início da quarta temporada é apresentada a personagem de Paige (a desconhecida e inesperada irmã caçula), interpretada por Rose McGowan.
Outra mudança aconteceu no princípio da primeira temporada. O elenco original da série incluía a atriz Lori Rom no papel de Phoebe. Lori gravou o piloto que foi entregue à cadeia WB. Este precisou ser refeito, já que a atriz abandonou a série e Alyssa Milano entrou em seu lugar.
O universo deste seriado também passou por modificações. No desenrolar das três primeiras temporadas, o mundo mágico de Charmed introduziu os conceitos do livro das sombras, do nexus espiritual, dos sete pecados capitais e dos anjos branco e negro, que protegiam bruxos. Algumas criaturas pouco adaptadas para a tv também apareceram, como o wendigo — que faz parte da mitologia indígena dos Ojíbuas da América do Norte e ainda figurou na série Supernatural. Da quarta temporada em diante, a série passou a contar com criaturas mitológicas da época clássica, como visto nos episódios final da quinta e inicial da sexta; criaturas folclóricas da cultura irlandesa, como os leprechauns; e fadas, gnomos e duendes.
Outras mudanças, de acordo com o produtor Brad Kern, foram resultados dos cortes no orçamento para as últimas temporadas: os demônios passaram de efeitos especiais e maquiagem para a forma humana em sua maioria; Brian Krause e Dorian Gregory foram cortados da última temporada, com Krause sendo congelado pelo anjo do destino e Gregory se mudando para outro estado na tentativa de preservar sua família; o poder de levitação de Phoebe foi retirado por ser muito caro de se fazer, tendo sua personagem o perdido em um julgamento na sexta temporada; as gravações passaram a serem realizadas nos estúdios da Paramount, em Los Angeles; e uma possível volta de Shannen para um dos episódios finais foi descartada.

## Premissa

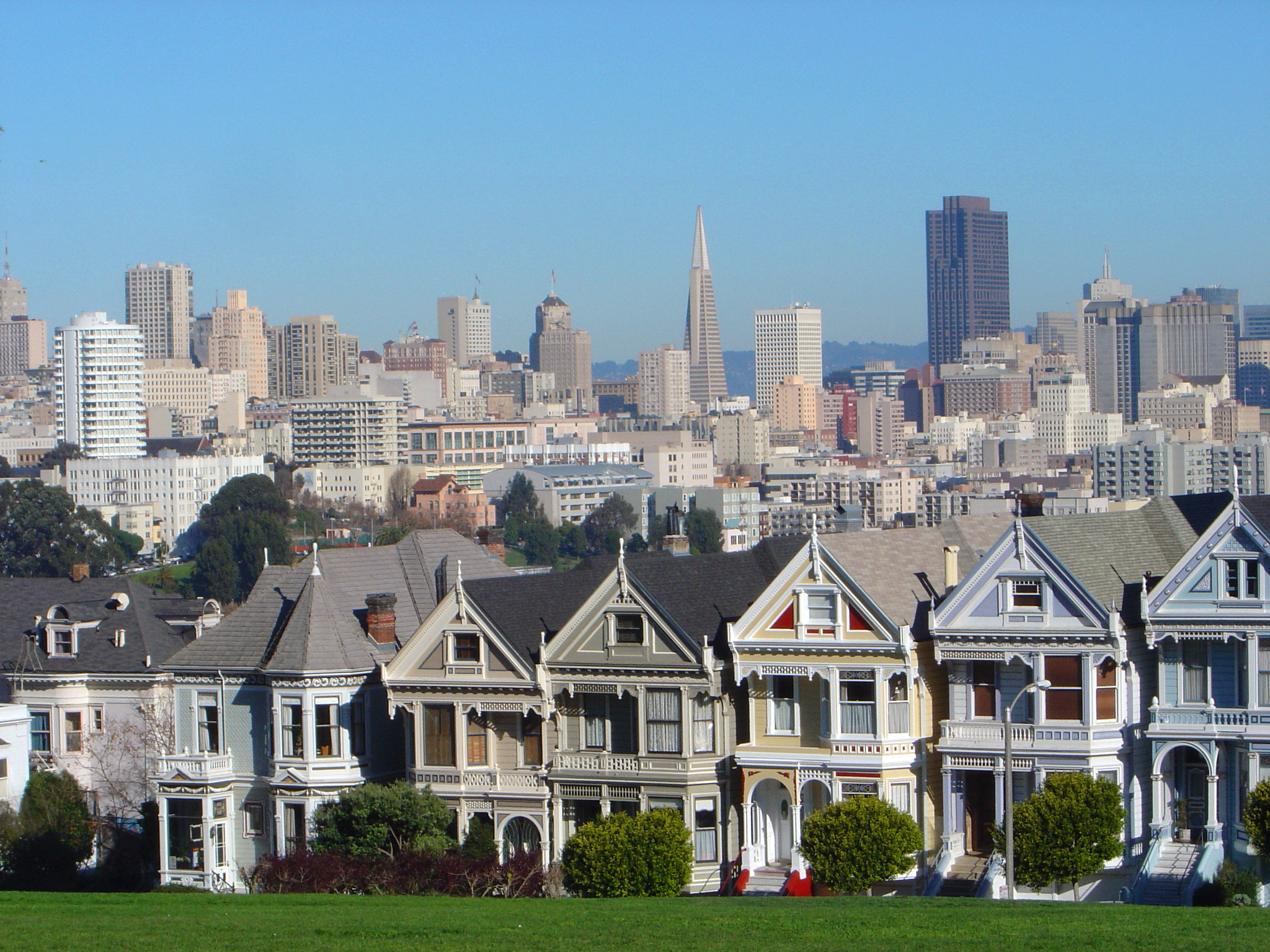
Cidade de São Francisco, local onde o seriado é ambientado

As características e premissas básicas que cercam a série podem ser descritas como a relação entre irmãs-bruxas:
A série começa com o reencontro de três irmãs — Prudence, Piper e Phoebe Halliwell — passados seis meses da morte de sua avó, Penny, que lhes deixou um casarão em São Francisco, local onde cresceram. Juntas novamente na casa e durante sua primeira noite desde o reencontro, Phoebe encontra no sótão um livro de magia e lê, em voz alta, o primeiro feitiço que por acaso liberta a magia da família sobre elas. Acontecimentos estranhos nos dias seguintes fazem com que as irmãs descubram que são bruxas e que toda a linhagem da família Halliwell, desde Melinda Warren, também o era. De acordo com a história, a primeira dos seus antepassados profetizou que um dia nasceriam três bruxas boas com poderes para combater forças maléficas, apelidadas de The Charmed Ones (As Encantadas), as bruxas mais poderosas de todos os tempos.
Prue Halliwell, a mais velha das irmãs, desenvolveu o poder de telecinese e, mais tarde, desenvolveu ainda o poder de projeção astral. Piper recebeu o poder de parar moléculas e mais tarde o de acerelá-las, o que provocaria o efeito de explosões. Phoebe Halliwell, a caçula do primeiro trio, desenvolveu a premonição, recebendo mais tarde o de levitação e ainda o de empatia.
Como na vida das irmãs tudo acontece por uma razão, depois da morte de Prue é revelada a existência de uma quarta irmã. A menina seria o fruto da relação da mãe, Patty, com o seu anjo-branco, Sam Wilder. Como a união entre uma bruxa e um anjo era proibida, a criança foi entregue às freiras de uma igreja vizinha e cresceu com uma família normal, os Matthews, que lhe puseram o nome de Paige. A menina desenvolveu a habilidade de orbitar, que gerou efeito no poder que herdou da mãe (parecido com o de Prue): a capacidade de mover objetos chamando-os e fazendo-os orbitar até ela.
Mais do que jovens unidas no combate a demônios e seres malignos, a história revela-se como uma crônica da relação, dos problemas e  conflitos comuns entre irmãs que vivem juntas.

## Recepção da crítica
Em sua 1ª temporada, Charmed teve recepção geralmente favorável por parte da crítica especializada. Com base de 26 avaliações profissionais, alcançou uma pontuação de 61% no Metacritic. Por votos dos usuários do site, atinge uma nota de 8.4, usada para avaliar a recepção do público.

## Temporadas
A série possui um total de 178 episódios em oito temporadas completas:

"Nessa noite, nessa hora
Eu chamo o poder de outrora
Traga seu poder a nós três irmãs
Nós queremos o poder
Dê-nos o poder"
— Phoebe Halliwell recitando um trecho do feitiço que deu o poder às irmãs.
(escrito por Constance M. Burge)

Na primeira temporada destacou-se a descoberta das irmãs sobre seus poderes e sua família, bem como a sua reconexão enquanto irmãs. Phoebe retornou de sua temporada em Nova Iorque, Prue passou a trabalhar em outra empresa de leilões e Piper começou a gerenciar o restaurante Quake. Prue reencontrou seu namorado de adolescência e amigo de infância, Andy; e as irmãs conheceram o detetive Morris. Leo apareceu como um faz-tudo que ajudava a consertar o velho casarão. Jeremy, namorado de Piper quando no começo do primeiro episódio, foi o primeiro demônio derrotado pelas jovens. Tempus, considerado um demônio poderoso, foi também o primeiro de nível elevado que as bruxas derrotaram no último episódio desta temporada. Ao final dos episódios, as Charmed Ones descobriram as habilidades de Leo enquanto anjo-branco e Andy morreu tentando ajudar as moças.
No começo da segunda as irmãs celebraram um ano como bruxas enfrentando o demônio Abraxas, que, roubando o livro, tentou reverter todos os feitiços já cantados por elas. Nesta fase, as irmãs reencontraram sua avó Penny pela primeira vez. Prue superou o peso da obrigação de proteger suas irmãs. Piper sofre com o dilema de decidir entre o amor de Leo ou o de Dan, seu vizinho e atual namorado. As charmed Ones descobriram quem estava enviando todos os demônios que foram obrigadas a derrotar: A Tríade. O amigo Morris descobriu que elas eram bruxas, e Prue abandonou seu emprego para seguir o sonho de ser fotógrafa, enquanto Piper abriu seu clube — o P3, em homenagem ao "poder das três". A mais velha ainda desenvolveu um novo poder, a projeção astral.
Na terceira temporada, as Charmed Ones descobriram um novo inimigo, a Fonte, após a Tríade ser eliminada pelo demônio Belthazor, cuja forma humana apaixonou-se por Phoebe. Piper e Phoebe descobrem seus novos poderes: Phoebe aprende a levitar e Piper agora consegue acelerar partículas, o que provoca o efeito de explosões. Durante esta fase, Prue se reconciliou definitivamente com seu pai e Piper se casou com Leo. Ao final da temporada, em meio aos riscos de exposição pública, a primogênita foi morta pelo demônio Shax, enviado pela Fonte.
A quarta temporada começou com o luto de Piper, perdida como irmã mais velha, e a descoberta do segredo de Patty, mãe das protagonistas. Paige, irmã caçula das "Encantadas", era filha de uma bruxa com um anjo branco, união até então proibida. Criada longe da magia, descobriu ser uma Halliwell após ser acidentalmente chamada por Piper, que tentava evocar o espírito de Prue com um feitiço. Durante esse novo período, a caçula passou a maior parte do tempo tentando se adaptar à nova vida e casa. Phoebe e Cole, apesar dos acontecimentos, continuaram juntos por um tempo. A Fonte foi destruída e Belthazor acabou por tornar-se o novo inimigo.

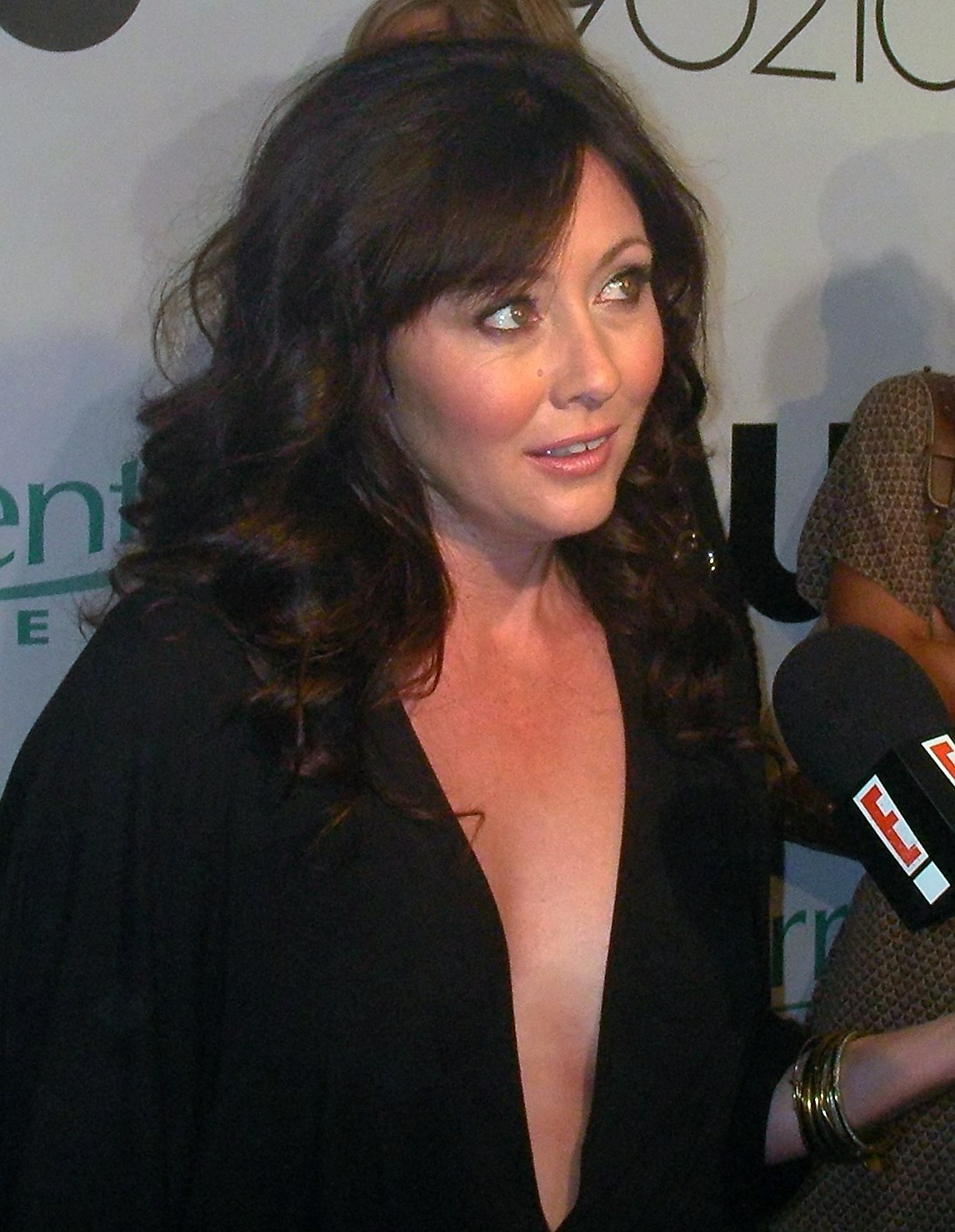
Shannen Doherty interpretou a personagem Prue Halliwell, irmã mais velha das Charmed Ones, morta pelo demônio Shax no final da terceira temporada.

Durante o decorrer da quinta temporada, Piper e Leo tiveram seu primeiro filho, Wyatt, que desenvolveu um indestrutível escudo protetor. Paige mostrou-se completamente adaptada e as irmãs conheceram um pouco mais do mundo mágico: duendes, fadas, sátiros e trolls. Cole, apesar de ainda um demônio, tentou provar que poderia usar seus poderes para o bem, mesmo depois que Phoebe finalmente conseguiu o divórcio. Foi nesta temporada que deu-se o centésimo episódio, no qual Belthazor foi finalmente destruído. Ao final desta temporada, um novo personagem foi introduzido: Chris. Este jovem acabou por tornar-se um dos principais destaques da sexta temporada, que começou com um teste para o casal Piper e Leo, agora um Ancião (que delegava responsabilidades aos anjos brancos): devido a sua nova posição, eles se afastaram e Piper tentou retomar sua vida. Com o caminhar desta fase, as bruxas descobriram os cleaners, que limpavam memórias e mantinham a magia escondida das pessoas comuns. As Encantadas encontram uma escola de magia, cujo diretor, chamado Gideon, mostrou-se um forte inimigo. Piper e Leo, apesar dos problemas no casamento, tiveram um outro filho, Christopher. As irmãs descobriram que o rapaz que as ajudava, também chamado Chris, era o filho mais novo de Piper, vindo do futuro para impedir que seu irmão mais velho se tornasse um dos mais poderosos bruxos do mal. Ao fim desta etapa, o Chris vindo do futuro morreu em confronto com Gideon, que acabou derrotado.
A sétima temporada iniciou-se com o luto de Leo, perdido em sofrimento e culpa pela morte do filho, o que abriu as portas para os avatares entrarem nas vidas das irmãs. Ao longo desta temporada eles tentaram criar o mundo perfeito, o qual denominavam Utopia, e recrutaram Leo para isso. Zankhou, um novo demônio, apareceu para tentar reorganizar o Mundo Inferior e impedir que os avatares criassem essa perfeição. Através do sacrifício, Leo convenceu as irmãs a reverterem a transformação. Em suas vidas pessoais, Phoebe era então bastante famosa por sua coluna Ask Phoebe (Pergunte à Phoebe) no jornal The Bay Mirror, e as bruxas mostraram-se bastante preocupadas em proteger os jovens membros da família. Ao final desta fase, as Encantadas derrotaram Zankhou e decidiram se disfarçar para o mundo, fingindo suas mortes.
Na oitava temporada, as irmãs conheceram Billie, uma nova bruxa. Indisciplinada, o desafio delas era o de educá-la para o futuro e tentarem retomar suas vidas. Com o passar do tempo, elas resolveram assumir suas verdadeiras identidades com a ajuda do agente federal Murphy. O cupido Coop foi enviado à Phoebe para que ela encontrasse o amor de sua vida. Paige conheceu o policial Henry, por quem se apaixonou e com quem se casou. Leo foi tirado de Piper pelo Anjo do Destino, para que ela tivesse força e motivação suficientes no combate a uma última ameaça: O Poder Supremo. Este poder foi descoberto ser formado pelas irmãs Billie e Christy, desaparecida quinze anos antes. A moça fora recrutada pela Tríade para combater as Encantadas. O último episódio, Foverer Charmed, foi ao ar no dia 21 de maio de 2006 no WB. Nele, as irmãs finalmente derrotaram o Poder Supremo com a ajuda de Billie, que acabou por destruir sua irmã. Leo foi trazido de volta e Phoebe se casou com Coop, sua alma gêmea. Na última parte, as irmãs revelaram ao público seu próprio futuro, com suas respectivas famílias e a nova geração Halliwell.
Charmed ficou conhecida como a série mais longa da história da televisão a ter só mulheres como protagonistas. A produção acabou de filmar em 12 de abril de 2006.

## Personagens

### Principais
As irmãs são consideradas as personagens-chave da série:
- Prudence Halliwell (Prue) - (Shannen Doherty) (temporadas 1–3): Nascida em 8 de outubro de 1970, era a mais velha das irmãs Halliwell. Possuía o poder da telecinesia e mais tarde manifestou habilidades de projeção astral. Inteligente e com grande convicção, Prue tomava frequentemente as rédeas dos problemas e o seu lado super protetor das irmãs manifestava-se em diversas situações, uma vez que, depois da morte da mãe quando ainda eram crianças, ela teve que cuidar das meninas. Em 17 de maio de 2001, numa tentativa de salvar um inocente, Prue sacrificou a sua própria vida, sendo morta pelo demônio Shax. Atualmente voltou a vida e vive no Nexus com Cole.[34]
- Piper Halliwell (Holly Marie Combs) (temporadas 1–8): Nasceu em 7 de agosto de 1973 e foi a irmã do meio até a morte de Prue. Seus poderes incluíam a capacidade de parar e explodir objetos. Muito preocupada em ter uma vida normal, Piper teve sempre muitas reservas em relação à sua vida como uma Encantada. Quando se tornou uma bruxa, ficou reservada e quieta e teve de mediar muitas vezes as discussões entre Prue e Phoebe. Com a morte de Prue, Piper assumiu o papel de irmã mais velha. Protetora, é mãe de dois filhos (Wyatt e Chris) com o seu marido Leo Wyatt. No início da 2ª temporada criou o seu próprio clube, o "P3", mas a sua paixão pela culinária levou-a a tornar-se dona, no último episódio, de um restaurante próprio.[7]
- Phoebe Halliwell (Alyssa Milano) (temporadas 1–8): Nasceu em 2 de novembro de 1975. Era a mais nova da família e cresceu para ser uma mulher moderna, espontânea e de espírito livre. O poder que lhe foi entregue foram as premonições, que lhe permitem ver o passado assim como o futuro e também o presente, e ganhou mais tarde os poderes de levitação e empatia, um poder muito raro que lhe permite sentir os sentimentos dos outros e quando bastante forte, poder controlar o poder do inimigo através das suas emoções, já que todos os poderes em Charmed estão ligados às emoções. É uma romântica e transformou-se mais tarde em colunista e em escritora bem-sucedida. Teve um relacionamento turbulento com a sua irmã mais velha, e foi mais tarde a mediadora entre Piper e Paige. Tem um sentido de intuição forte e pode antecipar eventos. Os seus relacionamentos mais longos foram com Cole Turner (um meio-demônio - Fonte - demônio - Avatar) e Coop, com quem casou-se em uma cerimônia realizada pelo Anjo do Destino no último episódio, e tiveram três meninas. Continuou trabalhando no Bay Mirror e escreveu também um livro.[7]
- Paige Matthews (Rose McGowan) (temporadas 4–8): Nasceu em 2 de agosto de 1977, fruto de um caso secreto de Patty Halliwell com o seu anjo branco, Samuel. Paige foi posta para adoção, porque o amor de seus pais era proibido. A sua personalidade é marcante e vibrante o que adicionou um dinamismo novo a partir da quarta temporada. O poder de Paige era telecinésia, mas, como era meio-anjo, essa habilidade combinou-se ao seu natural poder de orbitar para criar Telecinesia Orbitacional. Teve de aprender rápido a ser bruxa para ajudar a vencer a Fonte. Tornou-se uma "bruxa a tempo integral" e teve uma dura procura pela sua carreira, tendo eventualmente estabelecido-se por ser um anjo branco como o pai. Paige casou-se com o policial Henry Mitchell e tem duas filhas gêmeas e um filho, Henry Jr.[19]

### Secundários
Estes personagens apareceram na abertura de algumas ou da maioria das temporadas, sendo considerados personagens importantes para a trama:
- Leo Wyatt (Brian Krause) (temporadas 1–8): Era, no início, o anjo branco (em inglês:  whitelighter) das irmãs até envolver-se romanticamente com Piper. Vários problemas surgiram desta relação até casarem-se. Leo teve algumas promoções ao longo da série e debateu-se intensamente entre suas obrigações e a família.
- Darryl Morris (Dorian Gregory) (temporadas 1–7): Era colega de Andy, e tomou o seu papel de ligação das Halliwell com a polícia. Foi um apoio para as irmãs e teve que cobrí-las muitas vezes, até que a mulher, devido ao perigo de proteger a identidade das irmãs, força-o a mudar para outro estado.
- Andy Trudeau (Ted King) (temporada 1): Foi um amigo de infância das irmãs, e um dos primeiros amores de Prue. Ajudou as irmãs com a polícia algumas vezes. A morte de Andy foi a primeira perda de alguém próximo para as bruxas.[10]
- Dan Gordon (Greg Vaughan) (temporada 2): Mudou-se para a casa ao lado com a sobrinha, Jenny. Num só olhar apaixonou-se por Piper. Namoraram por um breve tempo e acabaram, porque Piper não era capaz de esquecer Leo. Mudou-se depois devido a um feitiço que correu mal.[26]
- Cole Turner (Julian McMahon) (temporadas 3–5, 7): Foi o primeiro marido de Phoebe. Era um meio demônio de nível superior chamado Belthazor, que mais tarde tornou-se a Fonte e teve ainda outras formas. Continuou a observar Phoebe silenciosamente e sem ser visto após terminarem definitivamente.
- Christopher "Chris" (Perry) Halliwell (Drew Fuller) (Temporadas: adulto 5–6; bebê 5–8): Chris veio do futuro para ajudar as Encantadas a derrotar os Titãs e a salvar Wyatt do demônio que o tinha raptado em seu futuro. A sua forma adulta morre pelas mãos de Gideon. Já no meio da 6ª temporada, é descoberto que Chris é o filho mais novo de Piper e Leo.[30]
- Billie Jenkins (Kaley Cuoco) (temporada 8): Billie é uma protegida de Paige. Ao acreditar em sua irmã que era parte do Poder Supremo, pensou que as Charmed Ones se tinham passado para o lado maléfico. Billie passa a temporada procurando por sua irmã, treinada pela Tríade. Recuperou-se a tempo de ajudar as bruxas nesta última etapa e a vencer esta última grande batalha.[12]

### Recorrentes

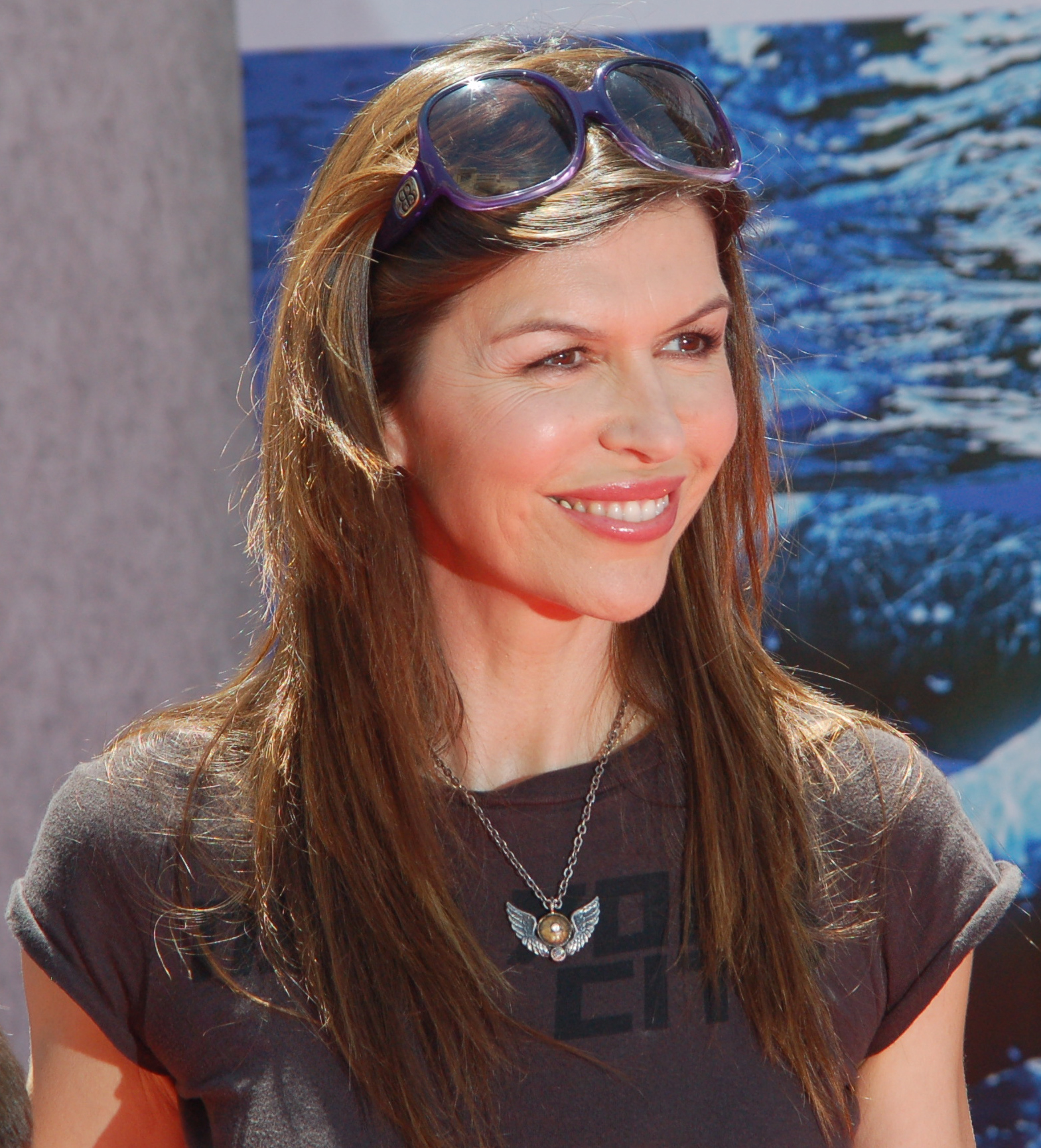
Finola Hughes deu vida à mãe das Encantadas

Estes personagens, apesar de não aparecerem nos créditos de abertura, fizeram parte da história e apareceram com certa regularidade durante a exibição da série ou de uma específica temporada:
- Penelope "Penny" Halliwell (Jennifer Rhodes): A avó das Encantadas que aparece desde a segunda temporada como fantasma ou como sacerdotisa.
- Patricia "Patty" Halliwell (Finola Hughes) (temporadas 1–5, 7–8): Mãe das bruxas
- Victor Bennet (James Read) (temporadas 3–8): Pai das irmãs
- Coop (Victor Webster) (temporada 8): Cupido enviado pelos Anciões para ajudar Phoebe a encontrar seu verdadeiro amor. Contudo, acaba apaixonando-se por ela e os dois descobrem que são almas gêmeas.
- Henry Mitchell (Ivan Sergei) (temporada 8): Policial que apaixona-se por Paige e não teme pelo fato dela ser uma bruxa. Considerado bom homem, casa-se com ela e tem filhos.
- Sam Wilder (Scott Jaeck) (temporadas 2, 5, 8): Anjo branco da mãe das Encatandas e pai biológico de Paige
- Pequeno Wyatt Halliwell (Jason & Kristopher Simmons) (temporadas 5–8): Filho mais velho de Piper e Leo
- Wyatt Halliwell (Wes Ramsey) (temporadas 6–8): Filho mais velho de Piper e Leo
- Pequeno Chris Halliwell (temporada 7 - 8) filho mais novo de Piper e Leo
- Kyle Brody (Kerr Smith) (temporada 7): Agente do FBI obcecado em destruir os demônios que mataram seus pais. Envolve-se com Paige por um tempo e morre pelas mãos de um Avatar.
- Jenny Gordon (Karis Paige Bryant) (temporada 2): Jenny era a sobrinha de Dan. Morou com o tio por pouco tempo, enquanto seus pais estavam viajando a trabalho.
- Leslie St. Claire (Nick Lachey) (temporada 7): é um mortal que por um determinado tempo tem um curto relacionamento com Phoebe
- Jason Dean (Eric Dane) (temporada 6): um mortal que que se torna o dono do The Bay Mirror. tem um relacionamento com Phoebe, acabando este quando descobre que Phoebe é uma bruxa

### Participações especiais
Ao longo das oito temporadas, Charmed contou com a participação de variados artistas famosos, na primeira temporada, o ator David Carradine foi Tempus, demônio derrotado pelas irmãs no último episódio. Na segunda temporada, por exemplo, participaram de um episódio Amy Adams, bem como a cantora Paula Cole e a banda The Cranberries. Na quinta temporada, o ator Chris Sarandon foi um necromante em um dos episódios e o ator e cantor Nick Lachey foi Laslie, quem substituiu Phoebe como colunista por um tempo. Já da sexta pariticipou a banda The Smashing Pumpkins; e na sétima Oded Fehr foi Zankhou, demônio que tentou atrair o nexus e roubar o "Livro das Sombras".

## A família Halliwell
A linhagem da família Halliwell é algo importante e comentado durante todas as etapas do seriado. Cada nova geração adicionava conhecimento no livro das sombras para as próximas e a evocação de seus nomes deu poder ao feitiço mais poderoso das Encantadas, que o usaram para destruir a Fonte.
A linhagem, de acordo com a árvore genealógica mostrada em um dos episódios, começou com Charlotte Warren e Lawrence Cutler, que tiveram uma filha chamada Melinda Warren, conhecida como a fonte original dos poderes mágicos da família. Foi ainda esta bruxa que profetizou o nascimento das Encantadas, as suas descendentes. Prudence Warren, única filha de Melinda, desenvolveu dois dos poderes conhecidos das irmãs Halliwell — telecinesia e premonição. Sua filha Cassandra, que adotou o nome do marido (Wentworth), é descrita como a última bruxa, antes de Phoebe, a desenvolver o poder da premonição; e como a mãe de Beatrice, Brianna, Jack e Grace.
Beatrice Warren casou-se com Clarence Bousquet e teve uma filha chamada Pamela Bousquet, que desenvolveu os poderes da invisibilidade e da telepatia, mas não teve descendentes. Sua irmã Grace teve uma filha chamada Heled Warren, que também teve uma única filha, Astrid Warren, que não teve filhos.
A terceira filha de Cassandra, Brianna, casou-se com Joseph Litchfield e teve dois filhos, Joseph e Elizabeth - que também teve dois fihos, Michael e Margaret Anne Williamson. Margaret por sua vez foi a mãe de Maximilian, Pauline, Christina Bowen e Josephine Amanda Warren. Ligada à linhagem direta das Halliwell, Christina teve quatro filhos - Laura Anne, Jeffrey, Beatrice e Grace Bowen. Beatrice teve uma filha e uma neta chamadas Helena e Astrid; enquanto Jeffrey teve uma filha, Polianna, que deu à luz quatro crianças - Agnes, Brianna, Philippa e Gregory Bowen. Seu único filho casou-se com uma mulher chamada Lola, com quem teve uma filha, Phoebe Bowen; Philippa teve P. Baxter; e Agnes aparece como mãe de Pearl Russell.
A nova geração de bruxas então passou a ser formada por primas. Uma tinha o poder da criogenia, outra de "parar o tempo" e outra da pirotecnia. Estas já apareceram em Charmed como moradoras do casarão e revelaram-se como as vidas passadas das Encantadas. Pearl apaixonou-se pelo demônio Anton e acabou derrotada por suas primas; Bowen não teve filhos; e Baxter casou-se com Gordon Johnson e teve uma filha, Penelope Johnson. Penny casou-se com Allen Halliwell, de quem adotou o sobrenome. O casal teve uma filha, Patricia Halliwell, que casou-se com Victor Bennet, tendo três filhas com ele: Prudence, Piper e Phoebe Halliwell, as irmãs que revelaram-se serem the Charmed Ones. Mais tarde, a mãe das Encantadas envolveu-se com seu anjo branco, Sam Wilder, e deu à luz sua quarta filha, Paige.
Das quatro irmãs, Prue foi a única que não teve descendentes. Piper casou-se com seu anjo branco, Leo Wyatt, e teve dois filhos, Wyatt Halliwell e Chris Halliwell; Phoebe uniu-se a seu cupido Coop e teve com ele três filhas; e Paige casou-se com o mortal Henry Mitchell, tendo com ele duas meninas e um menino.

## Terminologia da série

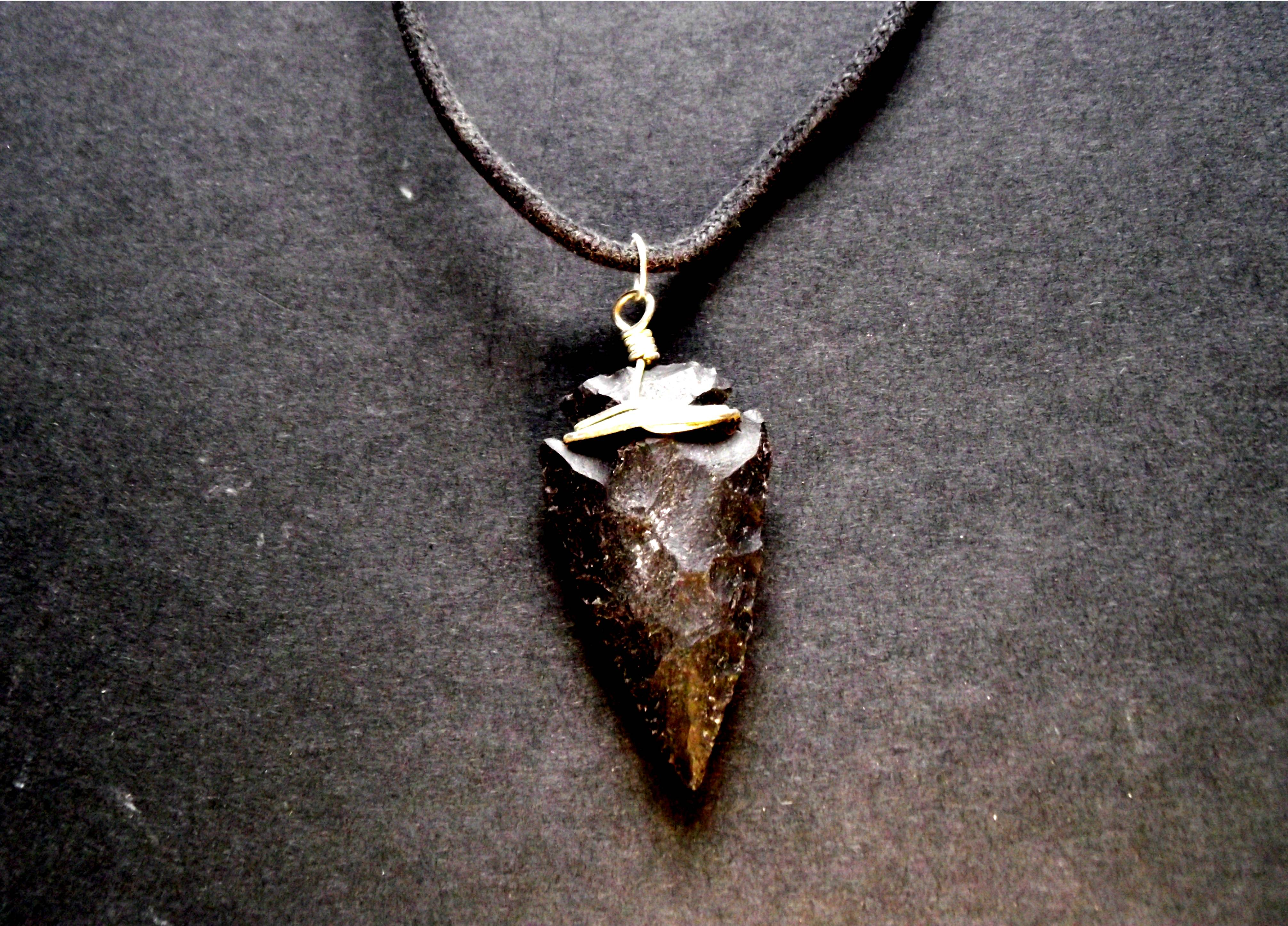
Os amuletos são usados como forma de proteção.

A série apresenta alguns termos ligados à magia e religiões que precisaram ser explicados ao público, tais como:
- Amuleto (amulet) - usado pelas bruxas para proteção.
- Punhal (athame) - ferramenta usada em Charmed nos altares e para derrotar os seres mágicos.
- Nexus - local mágico localizado no centro de um pentagrama e de seus cinco elementos.
- Anjo branco (whitelighter) - anjo da guarda dos bruxos bons.
- Orbitar (orb) - modo como os anjos branco e negro se locomovem.
- Proveito próprio (personal gain) - jeito mágico de ganhar algo fácil que sempre gera consequências.
- Time loops - período de tempo que sempre se repete, em geral consequência de uma maldição.
- Arma de demônio (demonic weapon) - arma usada por demônios de nível baixo.
- Poder das três (power of three) - a força das Encantadas, capaz de derrotar demônios de vários níveis.

## O Livro das Sombras

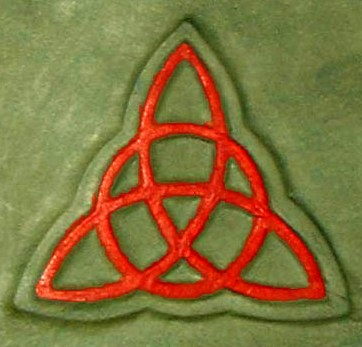
A triquetra é a imagem central da capa do livro da família Halliwell.

Para a wicca, o livro das sombras é usado para reunir informações sobre magia e tradição. Geralmente manuscritos, existem ainda os que são digitados. É visto como objeto sagrado e de poder, que contém feitiços e descrições, podendo ser escrito com o auxílio de um alfabeto particular. Na série, o livro das sombras, no original em inglês The Book of Shadows, é parte da fonte de magia da família Halliwell. Nele, as irmãs protagonistas buscam por ameaças e feitiços que as ajudem em sua batalha. De acordo com o visto nos episódios, o livro seria uma das maiores fontes de magia existente e a ambição do mal.
O livro destacou-se em alguns episódios das temporadas, sendo constantemente procurado pelas irmãs e também atendendo pelo apelido de BOS. No primeiro, Something Wicca This Way Comes, cedeu às irmãs seus poderes; Em Witch Trial, o primeiro da segunda temporada, foi roubado pelo demônio Abraxas, que lendo os feitiços de trás para frente, trazia de volta os inimigos derrotados das irmãs, as deixando completamente perdidas; E no episódio treze da terceira temporada (Bride and Gloom), quando é roubado por uma feiticeira.
Fora do universo de Charmed, o livro das sombras pode ser comprado. Ele é idêntico ao utilizado na série, contendo todos os feitiços e descrições de inimigos e aliados que apareceram durante todas as temporadas. Fisicamente, o livro possui a capa dura na cor verde escura e uma triquetra vermelha alaranjada. Seu interior contém 116 páginas grossas, lembrando folhas antigas de papiros.

## Feitiços e poções
Os feitiços e poções são peças fundamentais no tema wicca da série. É através deles que as irmãs derrotam seus inimigos. Com o passar das temporadas as Halliwell vão tornando-se mais poderosas, capazes de derrotarem demônios sem a ajuda destes recursos. Todavia, para destruírem os de níveis mais elevados, ambos se fazem necessários. Para derrotarem Belthazor, por exemplo, as irmãs precisaram de uma poção. Já para derrotarem a Fonte, um feitiço foi a arma utilizada. De acordo com as palavras das irmãs, Piper era uma das melhores com as poções, enquanto Phoebe era uma das mais talentosas para escrever feitiços. Ensinada pela irmã mais velha, Paige acabou por se tornar também uma bruxa bastante eficiente na manipulação de poções.
Entre os feitiços mais importantes citados no seriado, além daquele que lhes deu o poder, estão aquele capaz de banir suas habilidades e o criado para derrotar a Fonte (considerado o mais poderoso de todos, no qual as Encantadas evocam as bruxas do passado de sua família):
Original:
"From whence they came, Return them now
Vanish the words,Vanish our powers."
Tradução:

"Por onde vieram, Retornem agora

Desapareçam as palavras, Desapareçam nossos poderes."
Original:

"Prudence, Patricia, Penelope, Melinda,

Astrid, Helena, Laura and Grace,

Halliwell witches stand strong beside us,

Vanquish this evil from time and space."
Tradução:

"Prudence, Patricia, Penelope, Melinda,

Ashley, Helena, Laura e Grace,

Bruxas Halliwell, fiquem do nosso lado,

Desapareçam com esse mal desse tempo e espaço."

## Recepção

### Prêmios e indicações
Ao longo da sua história, Charmed teve trinta nomeações e dezoito conquistas:
| Premiação                                   | Categoria                                          | Status                   |
| ------------------------------------------- | -------------------------------------------------- | ------------------------ |
| ASCAP Film and Television Music Awards      | Top TV Series (1999)                               | Venceu                   |
| TP de Oro (Espanha)                         | Melhor série estrangeira (2004)                    | Indicada                 |
| Family Television Awards                    | Family Television Award para irmã favorita (2005)  | Rose McGowan venceu      |
| Series Magazine Awards                      | Série do ano (2005)                                | Venceu                   |
| Series Magazine Awards                      | Melhor série de fantasia/sci-fi (2005)             | Venceu                   |
| Series Magazine Awards                      | Melhor atriz de televisão (2005)                   | Holly Marie Combs venceu |
| Academy of Motion Picture Arts and Sciences | Série mais longa de protagonistas femininas (2006) | Venceu                   |

### Mídia e repercussão
Explorando temas relacionados a bruxaria e outras mitologias, a crítica acusou Charmed de ser superficial, algo já previsto em vista de ter sido criada para os adolescentes e por ser uma produção dos estúdios de Aaron Spelling, conhecido por gerar séries cujas bases são nas aparências e no luxo. Segundo relatos, o próprio Aaron disse não querer explorar temas como a complexidade da vida, mas sim a beleza e o prazer. Apesar disso, quando lançada, a série obteve audiência suficiente para convencer a Warner Bros. a assinar contrato para uma temporada completa e foi ainda o seriado protagonizado por mulheres que mais durou na televisão. Segundo crítica brasileira, Charmed foi uma das séries que pôs a emissora norte-americana de volta ao panteão das que detinham os grandes sucessos. Além disso, sua função era a de agradar ao público jovem - mercado até então em ascensão. De acordo com mesma reportagem, a fase dourada da série foram os três primeiros anos — quando as moças tiveram de descobrir como lidar com seus poderes e com suas vidas (unidas novamente) - e a fórmula de "deixar mais perguntas que respostas"; enquanto os piores foram as transformações das irmãs em alguma entidade mágica e do enredo — que teria ficado infantil demais, desagradando o público dos primeiros anos (focado na relação das irmãs e nos conceitos da wicca e do mistério).

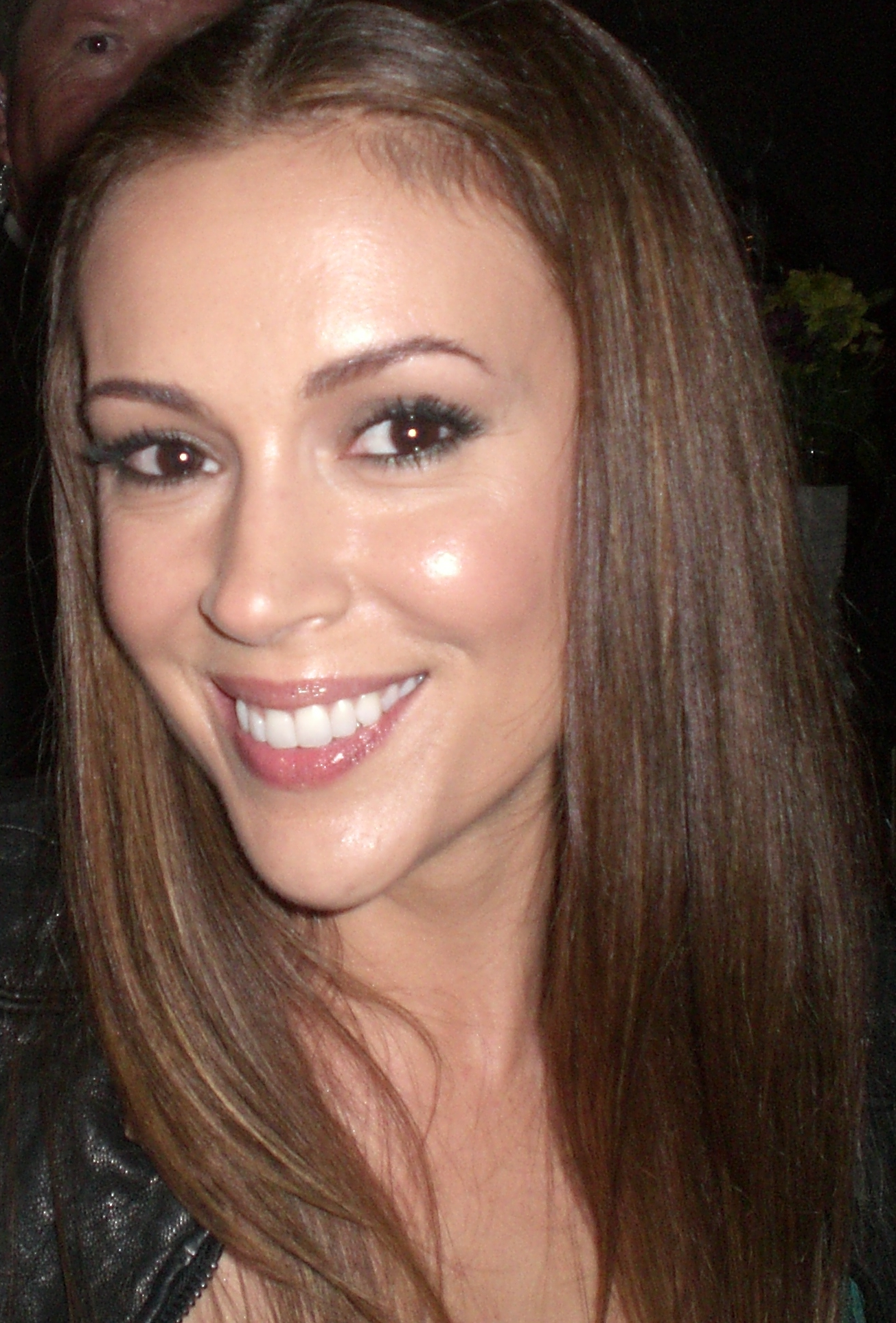
Alyssa Milano deu vida à Phoebe Halliwell, uma das quatro irmãs, que detinha a visão das premonições e apaixonou-se pelo demônio Belthazor, interpretado por Julian McMahon. Em entrevista, Milano disse ser a série um exemplo perfeito do girl power.

Segundo a crítica de Karyn L. Barr, do Entertainment Weekly, que fazia uma retrospectiva desde a primeira temporada, as irmãs vinham conquistando audiência com seus caminhos wiccanos. Para ela, Charmed era um encantador filme cult de fãs fiéis:
Magicalmente deliciosa na primeira, terceira, vigésima vez... esta série sobrenatural de Aaron Spelling permanece graças a seu próprio equilíbrio entre humor e drama [...] fãs exigentes e não tão exigentes continuarão encantados, tenho certeza— Entertainment Weekly, 31 de janeiro de 2005
Com o decorrer das temporadas, outras críticas foram sendo feitas. O escritor do EW, Ken Tucker, comparou Charmed com o seriado rival Buffy, a caça vampiros, exibida por sete anos. De acordo com sua coluna, Buffy seria uma saltitante série, ao passo que o seriado das bruxas seria uma espécie de As Panteras com um tabuleiro ouija. Para ele, as cenas de ação descrevem as moças como super-heroínas, embora não seja difícil perceber os encantos das personagens e o sincronismo com a cultura popular.
O jornal The Guardian concorda com a descrição de Alyssa Milano para a série, como "a pós-feminista perfeita do girl power", exaltando o equilíbrio entre ação e emoção das "três irmãs feiticeiras que sabem lutar e serem femininas ao mesmo tempo" Também do EW, Gillian Flynn resumiu os encantos de Charmed dizendo que a série era o que era: o prazer da culpa da fantasia, de mitologia bem arranjada e com caracterizações amadurecidas das atrizes principais, que chamavam dêmonios de "cara" e se irritavam com certas pequenas inconveniências causadas por eles.
No decorrer da terceira temporada, o PopMatters Michael Abernethy disse ser a série a mais agradável entre a maioria dos shows do gênero "bem vs mal", principalmente pelo desempenho das atrizes principais. O humor, segundo ele, foi uma criação inesperada na trama, muito mais interessante do que se poderia imaginar. O fomato de "monstro da semana" adotado, de acordo com Abernethy, cairia na redundância, não fosse a criatividade dos autores em explorar a relação delas enquanto irmãs. Christel Loar, companheira de Michael no site PM, concordou com esse pensamento. De acordo com sua visão, o enredo iria além da fórmula de um demônio por episódio; trabalharia bem a relação dos personagens e fluiria de forma bem sucedida por combinar a fraternidade com o sobrenatural. Aliado a isso, também estaria a ânsia das irmãs por uma vida normal, o que colocaria o telespectador mais próximo da "realidade" da série, já que este pensamento delas traria estabilidade e senso ao mundo mágico de Charmed.
Com a morte de Prue, a crítica não saberia o que esperar da nova fase. Contudo, Leigh H. Edwards declarou que a série explorava mais as questões maiores — como a do livre-arbítrio — e os problemas familiares — como a rivalidade entre irmãos, os pais ausentes e os amores. Em uma retrospectiva feita após o fim da oitava temporada, Aubry D'Arminio relatou que não haveria nada melhor do que ver as irmãs derrotando o mal de uma vez por todas, ainda que o bônus do DVD lançado em seguida não estivesse a altura do seriado protagonizado por mulher mais longo da história da televisão. Já na conclusão de Jon Langmead, Charmed tinha uma boa dinâmica e outros elementos atraentes, em particular a atenção ao relacionamento delas, que foi um movimento inteligente para a última temporada e repleto de nuances não antes atingido no decorrer das etapas:
Largamente por conta do pedigree de Aaron Spelling, Charmed [...] nunca chegou à esqusitices críticas, mas sim teve muito a oferecer e foi por vezes muito melhor do que precisava ser.— PopMatters, 4 de dezembro de 2007
Em resumo, o seriado recebeu tanto críticas negativas quanto positivas. O tema wicca e a relação entre irmãs agradou e trouxe à TV algo de novo para a época (explorado mais tarde na série Supernatural, protagonizada por dois irmãos), enquanto as mudanças drásticas no enredo não foram unanimidade no quesito popularidade.

### Audiência
A primeira temporada, que foi ao ar em 1998, levou Charmed ao posto de série com melhor audiência da WB, com média de 5,5 milhões de telespectadores e com o pico de 7,7, atingido pelo primeiro episódio. Já o balanço da segunda chegou à média de 4,8. A terceira mostrou-se melhor sucedida que a anterior e subiu 0,1, registrando uma média de 4,9 e levando Charmed à posição de segunda melhor audiência da emissora. Da quarta temporada em diante, o seriado enfrentou uma queda contínua, erguendo-se apenas no decorrer da quinta, que teve um desempenho melhor que a temporada antecessora (4,2 - 4,5). Para as três últimas, 4,3, 3,5 e 3,5 foram as médias obtidas respectivamente. Apesar da pouca audiência para as duas últimas etapas, o seriado foi considerado bem sucedido e os nomes das irmãs ficaram bastante conhecidos.

### Transmissão
A série foi transmitida originalmente de 1998 a 2006 pelo canal WB nos Estados Unidos da América, sendo reprisada pelo canal TNT. Em Portugal foi transmitida no canal generalista TVI, no AXN e no Sony Portugal. No Brasil, a última temporada foi exibida em horário nobre pelo Canal Sony. Depois desse tempo, a série foi reprisada todos os dias à tarde e teve episódios da 7ª e da 8ª temporada exibidos aos sábados. A Ulbra TV transmitiu alguns episódios dublados e o People+Arts (antiga Liv) exibiu reprises da 1ª, 2ª, 3ª e 4ª temporadas legendadas. A série já foi ainda exibida dublada pela Band. Atualmente, a série é exibida no SyFy.

## Outras fontes

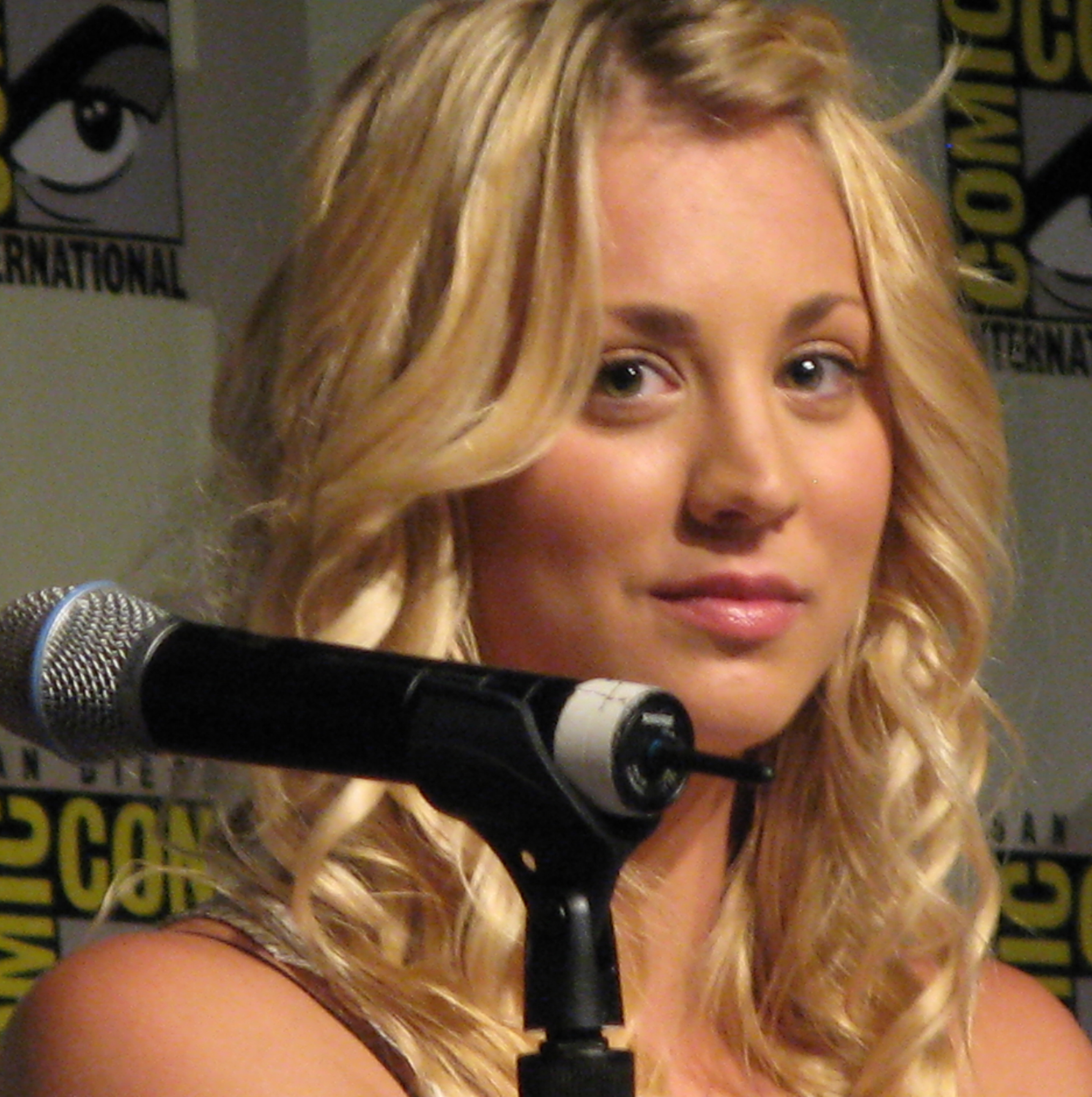
A personagem de Kaley Cuoco, Billie, surgiu na última temporada como uma tentativa de produzir um spin-off no futuro.

Ao longo de sua exibição, várias publicações independentes foram lançadas em forma de revista, somando um total de 24 edições, incluindo o mundo das quatro irmãs (Prue-Piper-Phoebe / Piper-Phoebe-Paige). Chamadas Charmed Magazine, foram lançadas pela editora Titan Magazines nos Estados Unidos e no Reino Unido. Livros contando a história das irmãs em paralelo ao seriado também foram escritos e podem ser comprados online. Lançados pela editora Pocket, giram em torno de 190 páginas e não possuem ligação direta com a cronologia exibida na TV. Entre as mais importantes obras publicadas sobre a série está a banda desenhada. A Zenescope Entertainment obteve a licença para a criação de uma continuação da série, agora em quadrinhos. Ao contrário do seriado que sofreu com cortes no orçamento, os quadrinhos podem trazer de volta a irmã Prue. A edição de número zero foi lançada em 2010, ao passo que as duas que representariam a nona temporada foram liberadas em 2011 (fevereiro e setembro). Em Charmed comics, as irmãs estão a passar, número a número, o seu lugar para a próxima geração Halliwell. De acordo com análise, o ponto fraco desta continuação é que para entende-la, é necessário que se tenha assistido alguns episódios-chave da série, nos quais a trama maior é revelada, como o primeiro.
Além de poder ser vista em quadrinhos, livros e revistas, a série é também encontrada em DVD. Produto da Paramount, Charmed está disponível para venda com todas as suas temporadas, sejam individualmente (com seis DVDs cada etapa) ou em box com todas as temporadas juntas. No Brasil, as temporadas podem ser encontradas com legendas e dublagem em português, embora o mesmo não ocorra em Portugal. Outras opções para se obter os episódios seriam baixar da internet, usar o DramaVision da TNT ou a Netflix.
A série foi também tema de jogos. Oficialmente Charmed possui dois jogos de tabuleiros, um de cartas e um eletrônico lançados em um intervalo de quatro anos. O primeiro, liberado em 2001, chama-se Charmed: The Book of Shadows, o qual permite a participação de até quatro diferentes jogadores no combate às forças do mal que querem roubar o livro das sombras. Charmed: The Source foi o nome do segundo game. Liberado em 2003, também permite a participação de até quatro jogadores, que agora enfrentam a Fonte e seus lacaios. Já o terceiro, liberado em 2004, é um baralho chamado Charmed: The Power of Three, que pode ser jogado por até seis participantes, divididos em trios (um para as Encantadas e outro para as forças do submundo). E o quarto, um videogame, foi produzido pela In-Fusio e desenvolvido pela DC Studios, Inc.. Classificado jogo de ação, possui um total de trinta níveis diferentes, monstros variados e limite de tempo. Nele as irmãs precisam subir pelos castelos, enfrentando demônios até chegarem às portas de cada final de fase.[carece de fontes?]
Charmed ainda distingue-se pela sua trilha sonora ao introduzir nos seus episódios músicas de cantores consagrados e de cantores novos e não conhecidos. Abaixo as faixas dos três CDs editados e lançados no decorrer da série:
| Trilha sonora |
| --- |
| Charmed: The Soundtrack (2003) 1. "Hot" — Smash Mouth 2. "Danger" — Third Eye Blind 3. "Maybe Tomorrow" — Stereophonics 4. "Rinse" — Vanessa Carlton 5. "I Can't Take It" — Andy Stochansky 6. "Worn Me Down" — Rachel Yamagata 7. "Do You Realize" — Flaming Lips 8. "New Favorite Things" — Balligomingo featuring Lucy Woodward 9. "Rainbow In The Sky" — Ziggy Marley 10. "How Soon is Now" — Love Spit Love Charmed: The Book of Shadows (2005) 1. "Take It Off" — The Donnas 2. "Take A Look" — Liz Phair 3. "Sand In My Shoes" — Dido 4. "Fallen (Dan The Automator Remix)" — Sarah McLachlan 5. "I Can't Make Me (Chris Lord Algo Remix)" — Butterfly Boucher 6. "San Francisco" — Vanessa Carlton 7. "Pieces Of Me (David Garcia And High Spies Remix)" — Ashlee Simpson 8. "Unbroken" — Missy Higgins 9. "Free (Swiss American Federation Club Remix)" — Sarah Brightman 10. "I Close My Eyes" — Shivaree 11. "Home" — Zero 7 Charmed: The Final Chapter (2006) 1. "Baby Got Going" — Liz Phair 2. "Pinch Me" — Barenaked Ladies 3. "Needs" — Collective Soul 4. "Good Enough" — Sarah McLachlan 5. "Weight Of The World" — Chantal Kreviazuk 6. "Tears From The Moon" — Conjure One feat. Sinead O'Connor 7. "Superfabulous" — BT feat. Rose McGowan 8. "Weave" — Rusted Root 9. "Goodbye" — Natalie Imbruglia 10. "Stolen Car" — Beth Orton 11. "Bell, Book & Candle" — Eddie Reader 12. "Name Of The Game" — The Crystal Method |

Além dos produtos lançados, o seriado ainda inspirou duas spin-offs, uma com a personagem Billie, que surgiu na última temporada como uma bruxa boa que seguiria os passos das irmãs no combate ao mal; e outra com a sereia Nikki, interpretada por Nathalie Kelley, que apareceu no primeiro episódio da quinta temporada. A spin-off de Billie nunca saiu do papel, enquanto a de Nikki parou diante de cortes no orçamento da WB, que estava se fundindo com a UPN.